# Merionoeda scitella
Merionoeda scitella är en skalbaggsart som beskrevs av Francis Polkinghorne Pascoe 1858. Merionoeda scitella ingår i släktet Merionoeda och familjen långhorningar. Inga underarter finns listade i Catalogue of Life.